# Krwiożercze pomidory atakują Francję
Krwiożercze pomidory atakują Francję (ang. Killer Tomatoes Eat France!) – amerykański film komediowy z 1991 roku, wyreżyserowany przez Johna De Bello. Film jest kontynuacją filmu Powrót nieustraszonych zabójców pomidorów z 1990 roku.
Opowiada o perypetiach krwiożerczych pomidorów, które niszczą wszystko, co stanie im na drodze.

## Główne role[1]
- Marc Price - Michael
- Angela Visser - Marie
- Steve Lundquist - Igor/Ludwik XVII
- John Astin - profesor Mortimer Gangreen
- Rick Rockwell - Ze Captain